# 剣吉駅
剣吉駅（けんよしえき）は、青森県三戸郡南部町大字剣吉字大坊（だいぼう）にある、青い森鉄道青い森鉄道線の駅である。
日本国有鉄道（国鉄）・東日本旅客鉄道（JR東日本）時代には、特急「はつかり」が1日1往復停車していた時期があった。

## 歴史
- 1897年（明治30年）7月1日：日本鉄道の駅として開業[1]。
- 1902年（明治35年）11月11日：電報取扱開始[2]。
- 1906年（明治39年）11月1日：日本鉄道が国有化[1]。官設鉄道東北本線の駅となる。
- 1971年（昭和46年）10月1日：専用線を除く貨物取扱を廃止[1]。
- 1982年（昭和57年）11月15日：貨物取扱を完全廃止[1][3]。
- 1983年（昭和58年）2月1日：荷物扱い廃止[1][4]。駅員無配置駅となり[5]、簡易委託化（当時の名川町が受託）。剣吉駅長が廃止され、八戸駅長管理下となる。
- 1985年（昭和60年）3月14日：同日実施のダイヤ改正により、特急「はつかり」上下1本が停車[6]。
- 1987年（昭和62年）4月1日：国鉄分割民営化に伴い、JR東日本の駅となる[1]。
- 1993年（平成5年）：特急「はつかり」の停車がなくなり、すべて通過となる。
- 2002年（平成14年）
  - 11月15日：青い森鉄道への移管準備のため簡易委託終了。
  - 12月1日：東北新幹線八戸延伸に伴い、JR東日本より分離され、青い森鉄道の駅となる[7]。委託再開。
- 2010年（平成22年）12月4日：直営化、出札端末設置。
- 2022年（令和4年）3月12日：終日無人化[8]。

## 駅構造
単式ホーム2面2線を有する地上駅。八戸駅管理の無人駅で、自動券売機がある。双方のホームは跨線橋で連絡している。
駅文庫があり、剣吉コミュニティ推進協議会の管理によって運営されている。

### のりば
| 番線 | 路線          | 方向 | 行先     |
| ---- | ------------- | ---- | -------- |
| 1    | ■青い森鉄道線 | 下り | 青森方面 |
| 2    | ■青い森鉄道線 | 上り | 目時方面 |

付記事項
- かつて国鉄・JRの東北本線時代は2面3線駅であり中線の2番線は特急・貨物の上下兼用待避線として使用されていた[10]が、青い森鉄道移管前に中線の2番線は撤去されかつての3番線ホームが2番線へ変更となった。

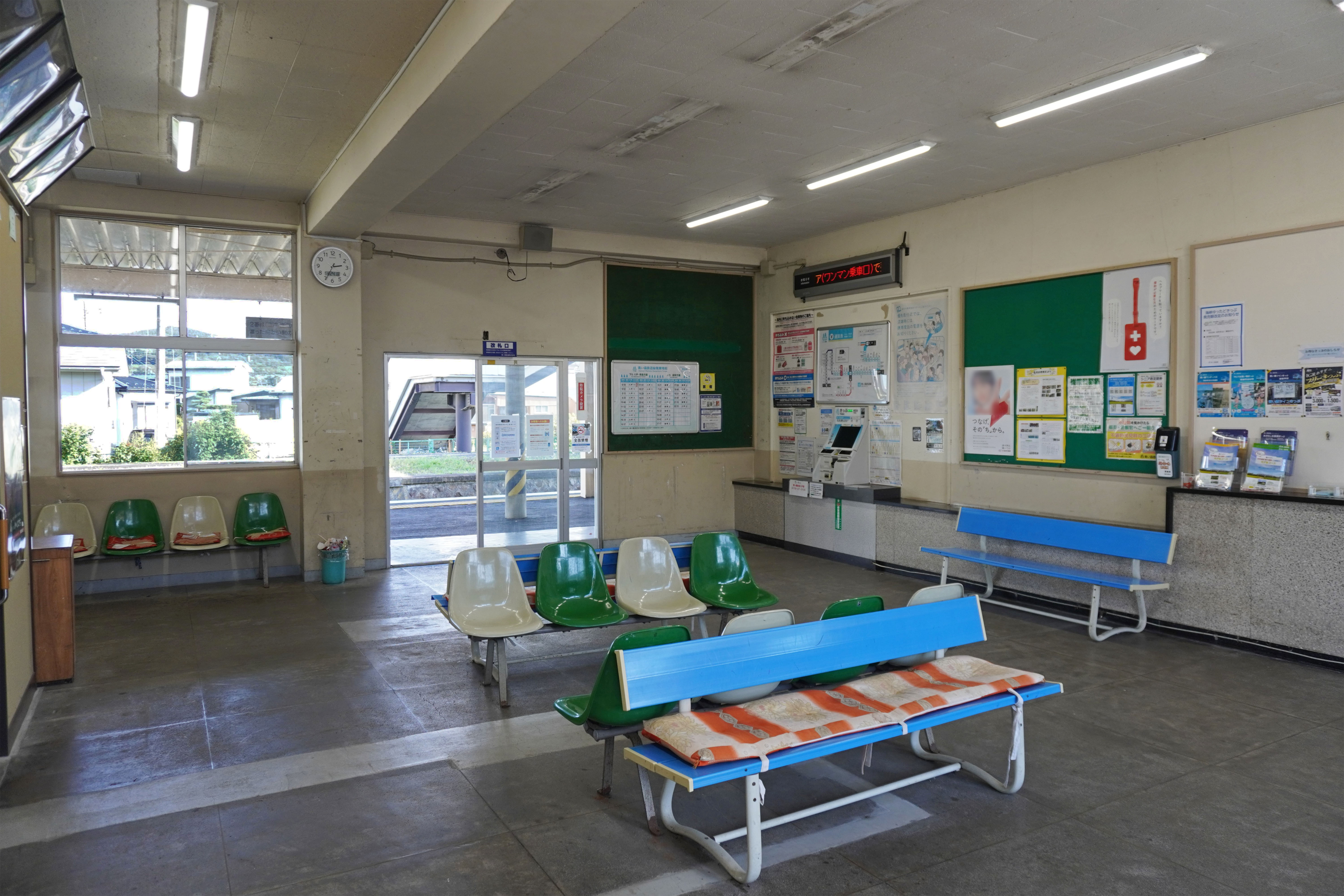
駅舎内（2023年9月）
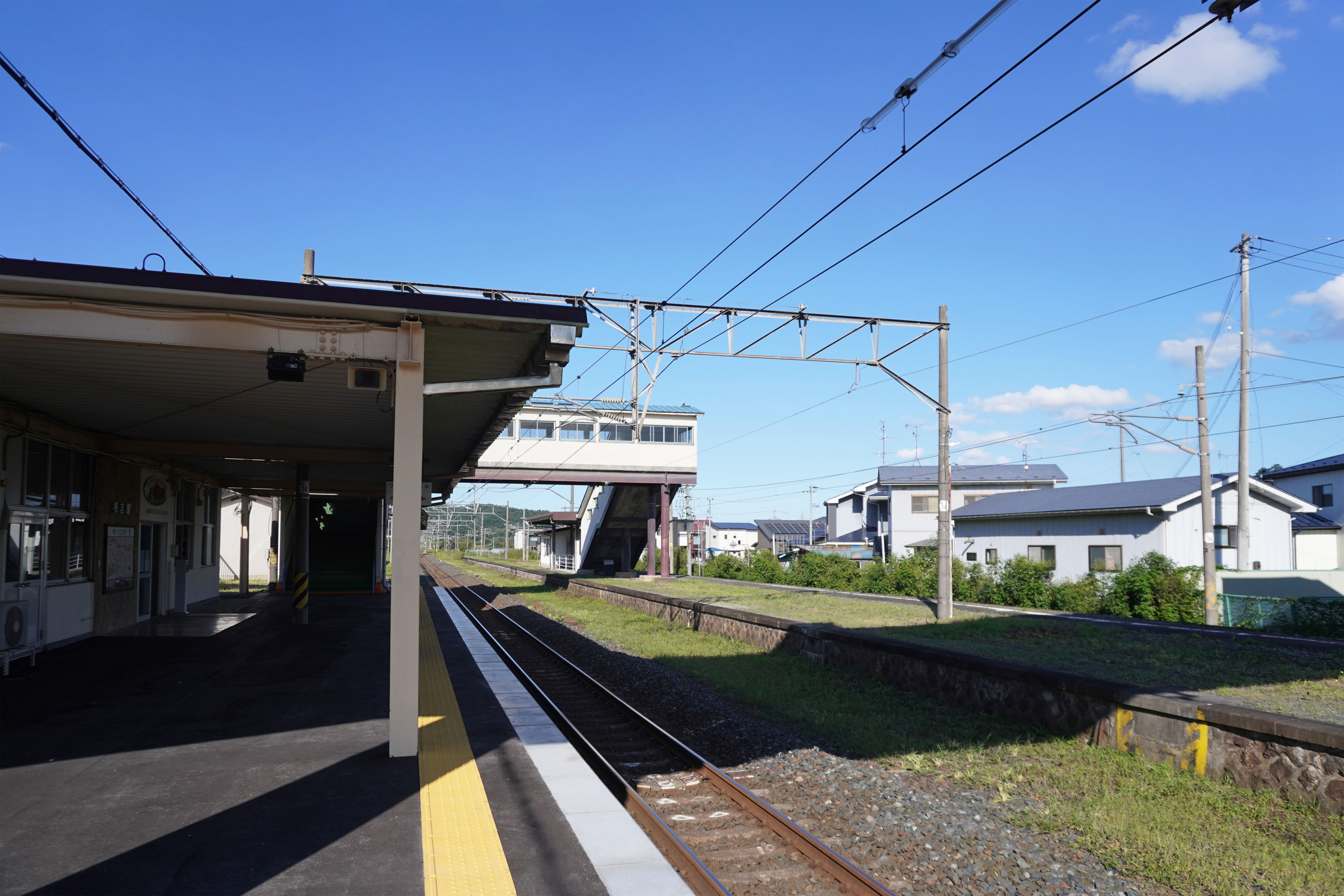
ホーム（2023年9月）

## 利用状況
| 1日乗降人員推移 | 1日乗降人員推移 |
| 年度            | 1日平均人数     |
| --------------- | --------------- |
| 2006年          | 614             |
| 2007年          |                 |
| 2008年          |                 |
| 2009年          |                 |
| 2010年          |                 |
| 2011年          | 343             |
| 2012年          | 330             |
| 2013年          | 357             |
| 2014年          | 373             |
| 2015年          | 486             |
| 2016年          | 484             |
| 2017年          | 463             |
| 2018年          | 427             |

## 駅周辺
- 青森みちのく銀行ATM剣吉
- 青森県道155号剣吉停車場線
- 国道104号
- 名川郵便局
- 南部町立剣吉小学校（廃校）
- 青森県立名久井農業高等学校
- 南部町役場剣吉支所・剣吉公民館
- 南部芸能伝承館
- 馬淵川

## バス路線
| 運行事業者                          | 系統（路線）・行先                                                                                        |
| 剣吉駅                              | 剣吉駅 |
| ----------------------------------- | --- |
| なんぶちぇりバス                    | - 剣吉山・チェリーセンター線 - 助川線 - 鳥谷線 - 法光寺線                                                 |
| 剣吉駅前                            | |
| なんぶちぇりバス                    | - 三戸駅 - バーデハウスふくち                                                                             |
| 南部バス （岩手県北自動車南部支社） | - T170：三戸（名川分庁舎前・諏訪ノ平方面） - P8：八戸（ラピア）（南部町役場前・八戸中心街（八日町）方面） |

## 隣の駅
青い森鉄道
■青い森鉄道線
諏訪ノ平駅 - 剣吉駅 - 苫米地駅